# Caripeta albopunctata
Caripeta albopunctata är en fjärilsart som beskrevs av Morrison 1874. Caripeta albopunctata ingår i släktet Caripeta och familjen mätare. Inga underarter finns listade i Catalogue of Life.